# 円谷プロダクションクリエイティブジャム50
円谷プロダクションクリエイティブジャム50（つぶらやプロダクションクリエイティブジャムフィフティ）は、かつて円谷プロダクション創立50周年を記念して行われたプロジェクト。略称はTCJ50（ティー・シー・ジェー・フィフティ）。

## 概要
円谷プロダクション、複数のクリエイターによるソフビ、フィギュア、イラスト、アパレル、伝統工芸、食品のコラボレーション作品が販売された。

## 今までの展示即売イベント

### TCJ50 1st
2013年8月25日から9月8日にTokyo's Tokyo原宿で開催。参加クリエイターはMEDICOM TOY、サンガッツ本舗、T9G、こなつ屋、KAIJIN TOY、UAMOU、P.P.PUDDING、CLAYMAN、ミロクトイ、秘密結社アトム・A・アマレスラー、FRENZY、ザリガニワークス、マンガプロダクツ、アートマン+クロツヅキ、BIGBLACKMARIA、CCP、アトリエジェムジニー、MAX TOY、S9EZ、MOGRAPHIXX、PUNKDRUNKERS、Coolens、ユキヒーロープロレス、graphig、広瀬総士。

### TCJ50 2nd
2014年4月26日から5月7日に新宿マルイメンで開催。参加クリエイターはMEDICOM TOY、サンガッツ本舗、T9G、小夏屋、KAIJIN TOY、UAMOU、P.P.PUDDING、CLAYMAN、ミロクトイ、ザリガニワークス、マンガプロダクツ、アートマン+クロツヅキ、BIGBLACKMARIA、CCP、アトリエジェムジニー、MAX TOY、S9EZ、MOGRAPHIXX、PUNKDRUNKERS、Coolens、クワガタ、ユキヒーロープロレス、graphig、ヤマグチノリカズ。

### TCJ50 3rd
2014年11月13日から11月25日に名古屋PARCO、2015年1月7日から1月13日に仙台三越、2015年2月16日から3月3日に京都ロフトで開催。参加クリエイターはMEDICOM TOY、サンガッツ本舗、T9G、小夏屋、KAIJIN TOY、UAMOU、P.P.PUDDING、CLAYMAN、ミロクトイ、ザリガニワークス、マンガプロダクツ、アートマン+クロツヅキ、BIGBLACKMARIA、CCP、アトリエジェムジニー、MAX TOY、S9EZ、MOGRAPHIXX、PUNKDRUNKERS、Coolens、ユキヒーロープロレス、ヤモマーク、MONSTOCK!!、refreshment toy、もにまるず、chimagroup、デハラユキノリ、monyomonyo、大図まこと、松岡ミチヒロ、black-box KATSUYA、FOORIDE、CONVEX DESIGN、しぶぞー。

### TCJ50 FINAL
2015年8月22日から8月30日にTokyo's Tokyo原宿で開催。参加クリエイターはUAMOU、T9G、P.P.PUDDING、サンガッツ本舗、小夏屋、KAIJIN TOY、CLAYMAN、MEDICOM TOY、MAX TOY、ミロクトイ、FLYOVER、Coolens、アートマン+クロツヅキ、アトリエジェムジニー、graphig、BIGBLACKMARIA、ティーケー・ホールディングス、ザリガニワークス、サイコー、chaco★pink.、ヤモマーク、MONSTOCK!!、もにまるず、デハラユキノリ、MONYOMONYO、大図まこと、松岡ミチヒロ、black-box KATSUYA、TORRY、FOORIDER、しぶぞー、CONVEX DESIGN、きはらようすけ、ユキヒーロープロレス、gumtaro、ALL JAPAN PROJECT。

## TCJ50-PICs
公式サイトでは複数のクリエイターによる描き下ろし作品を使用したオリジナルグッズが発売された。参加クリエイターはAri、AYAPERI、black-box、FLYOVER、G.R.U.P DESIGN WORKS、GORIO21、matsumoto michiko（studio COOCA）、MOGRAPHIXX、PERAX!、REO*spikee、SHINPEI TANAKA（MONSTOCK!!）、TAIZO/CAPTAIN SMITH、TOUMA、イクタケマコト、イノイエシン、加藤タカ、カワツナツコ、きはらようすけ、越濱久晴、サカタルージ、白玉（MONSTOCK!!）、杉山実（MONSTOCK!!）、タカセマサヒロ、てんぐアート、ツモリ（MONSTOCK!!）、徳田有希、中西犬人、ヒダカマコト、ひなたかほり、フカホリタカノリ、まつくらくみこ、森チャック、リタ・ジェイ、鱗粉あす。